# ソルトレイク・スタジアム
ソルトレイク・スタジアム（ベンガル語: বিবেকানন্দ যুবভারতী ক্রীড়াঙ্গন、英語: Salt Lake Stadium）は、インドの西ベンガル州コルカタにある陸上兼サッカー競技場。インド最大規模のスタジアムで、かつては12万人の収容能であったが、現在は85,000人となっている。1984年に完成。サッカーIリーグ（旧NFL）のイースト・ベンガルFC、モフン・バガン・スーパー・ジャイアント、パリアン・アローズ、プラヤグ・ユナイテッドの本拠スタジアムである。主にサッカーインド代表の国際親善試合も行われている。1987年には南アジア競技大会の会場としても使用された。また、FIFAワールドカップ・ドイツ大会アジア予選の日本戦が行われた。

## ギャラリー

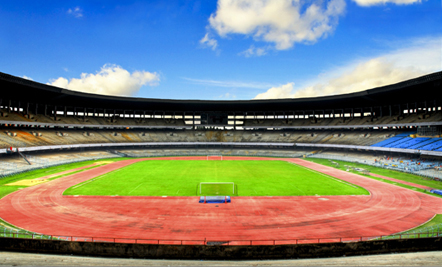
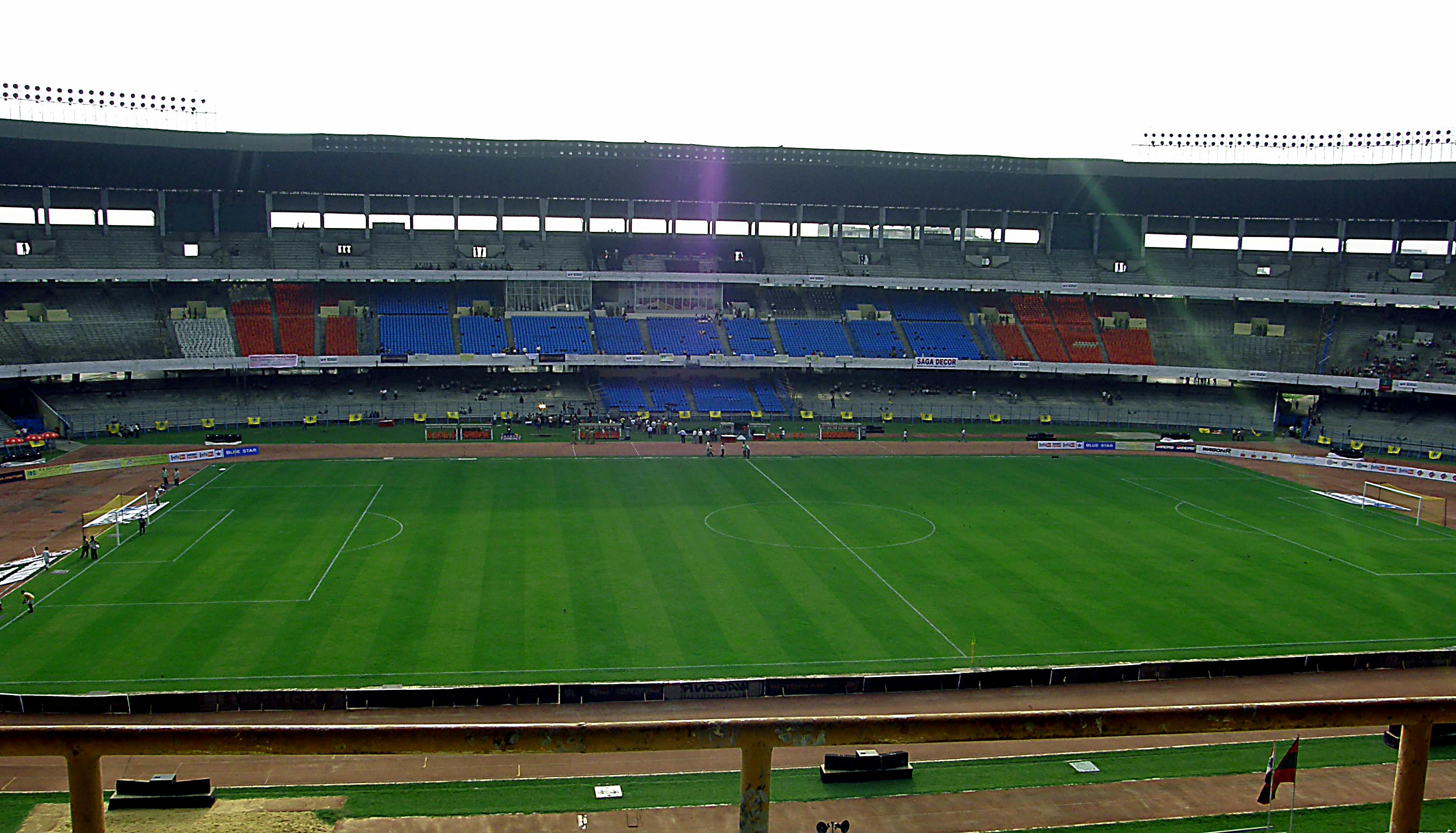
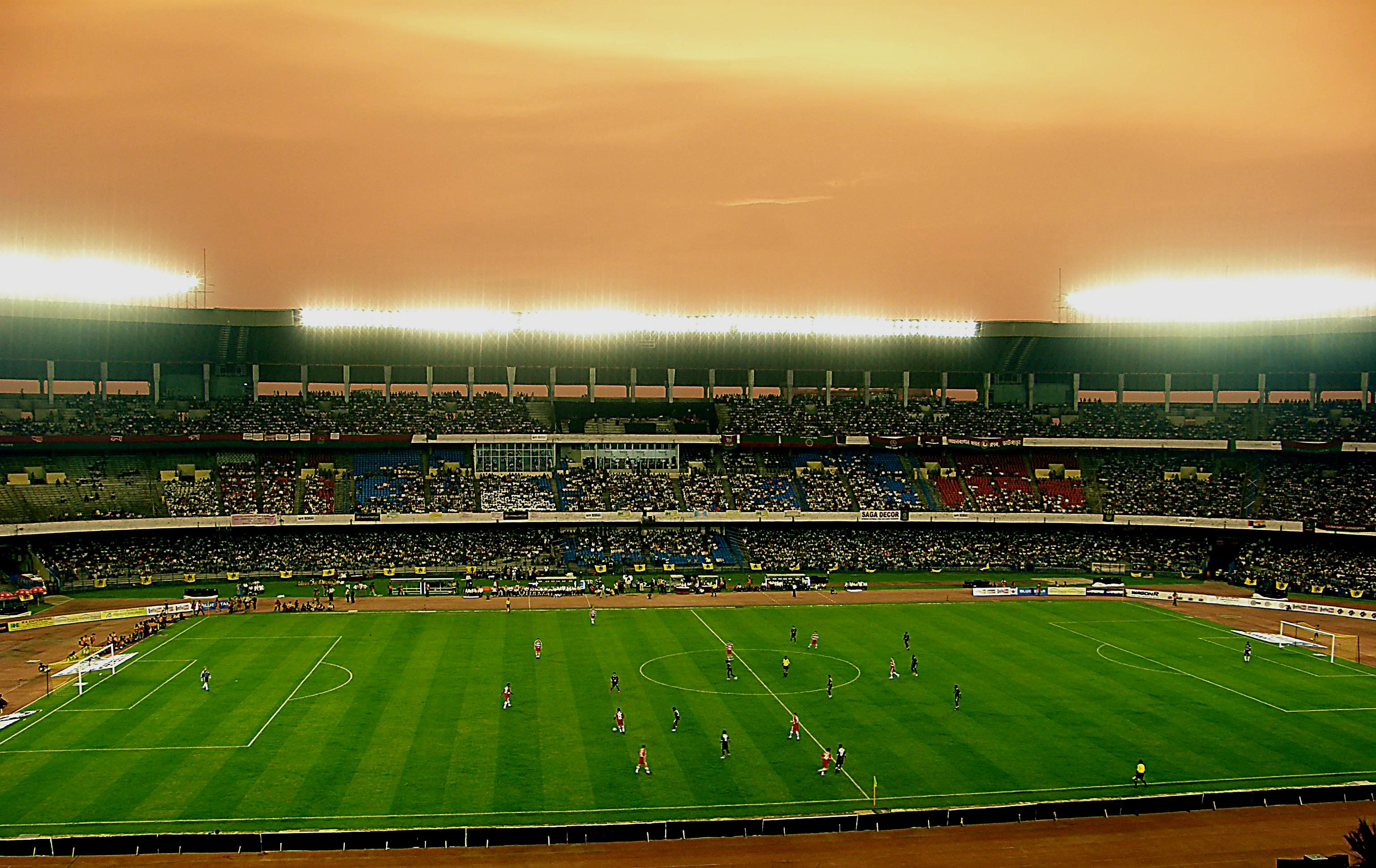
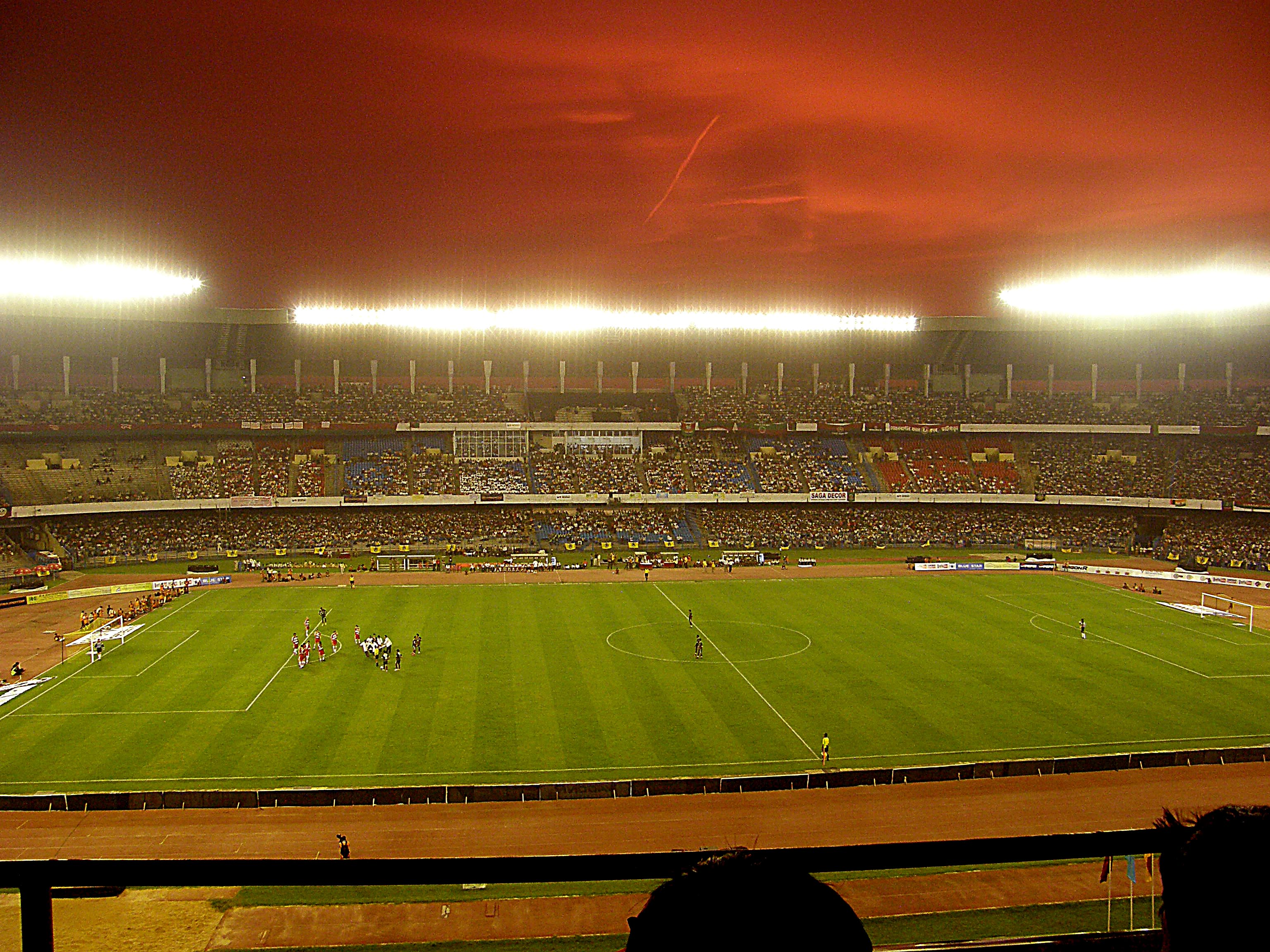
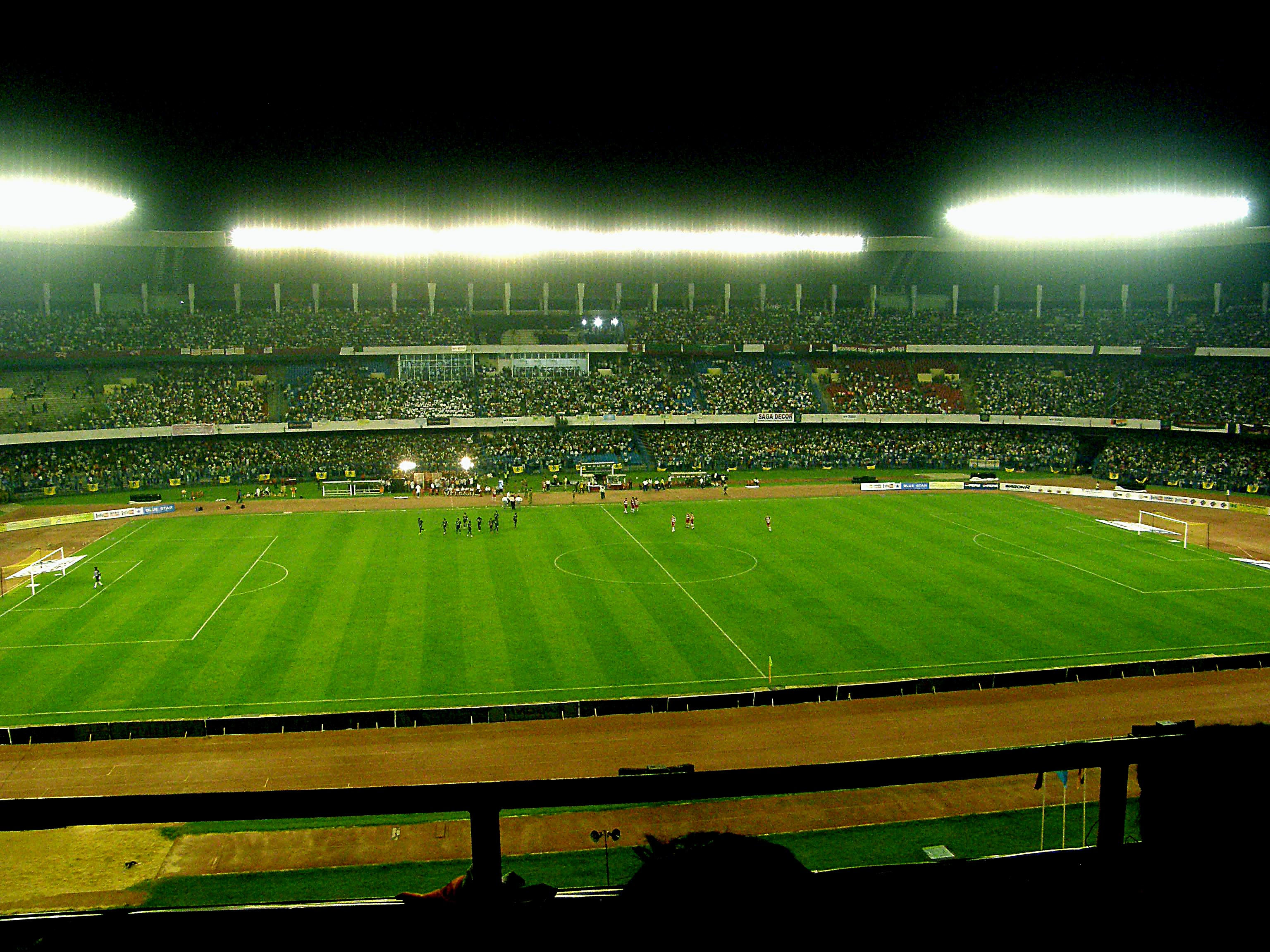
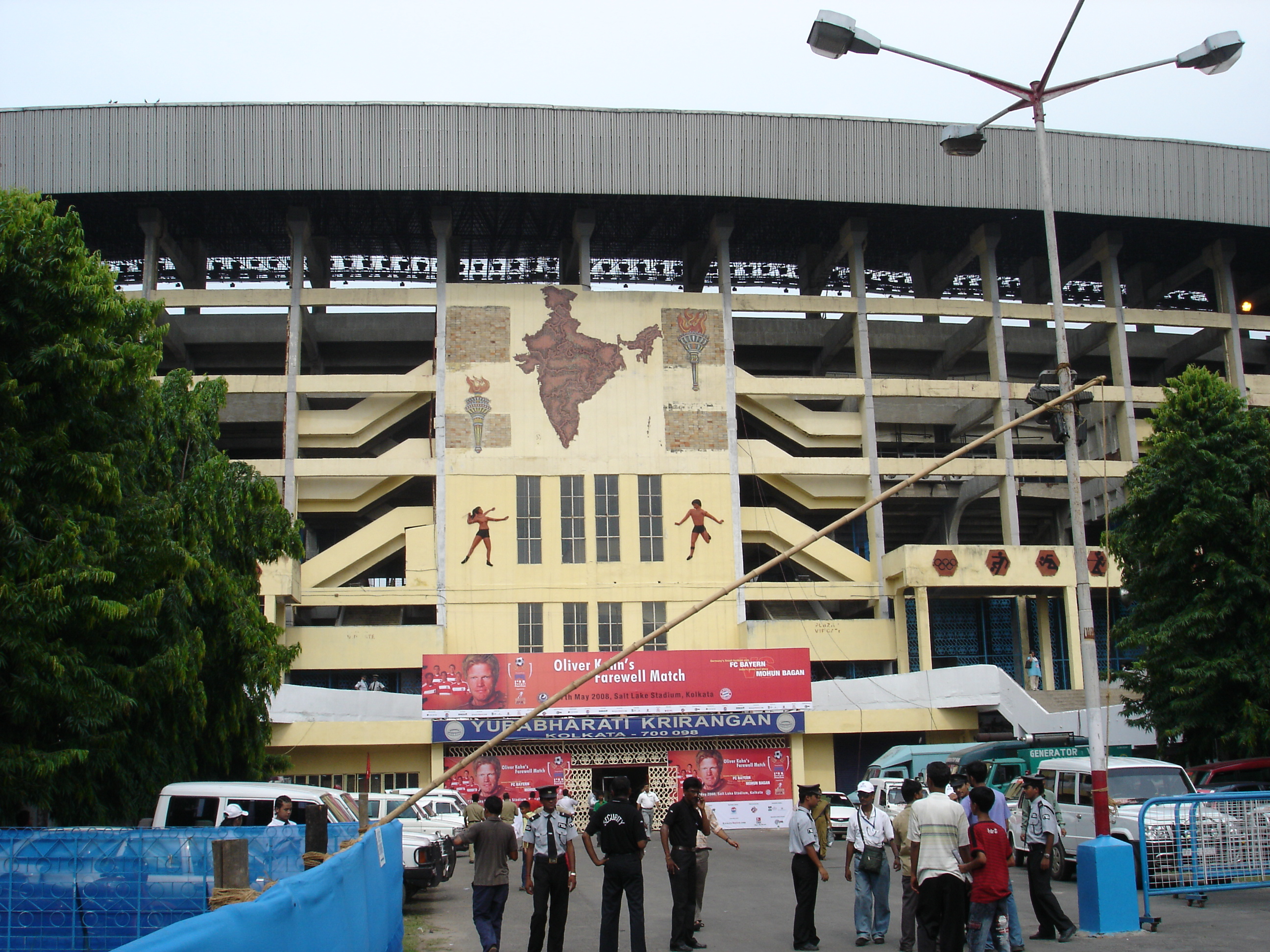
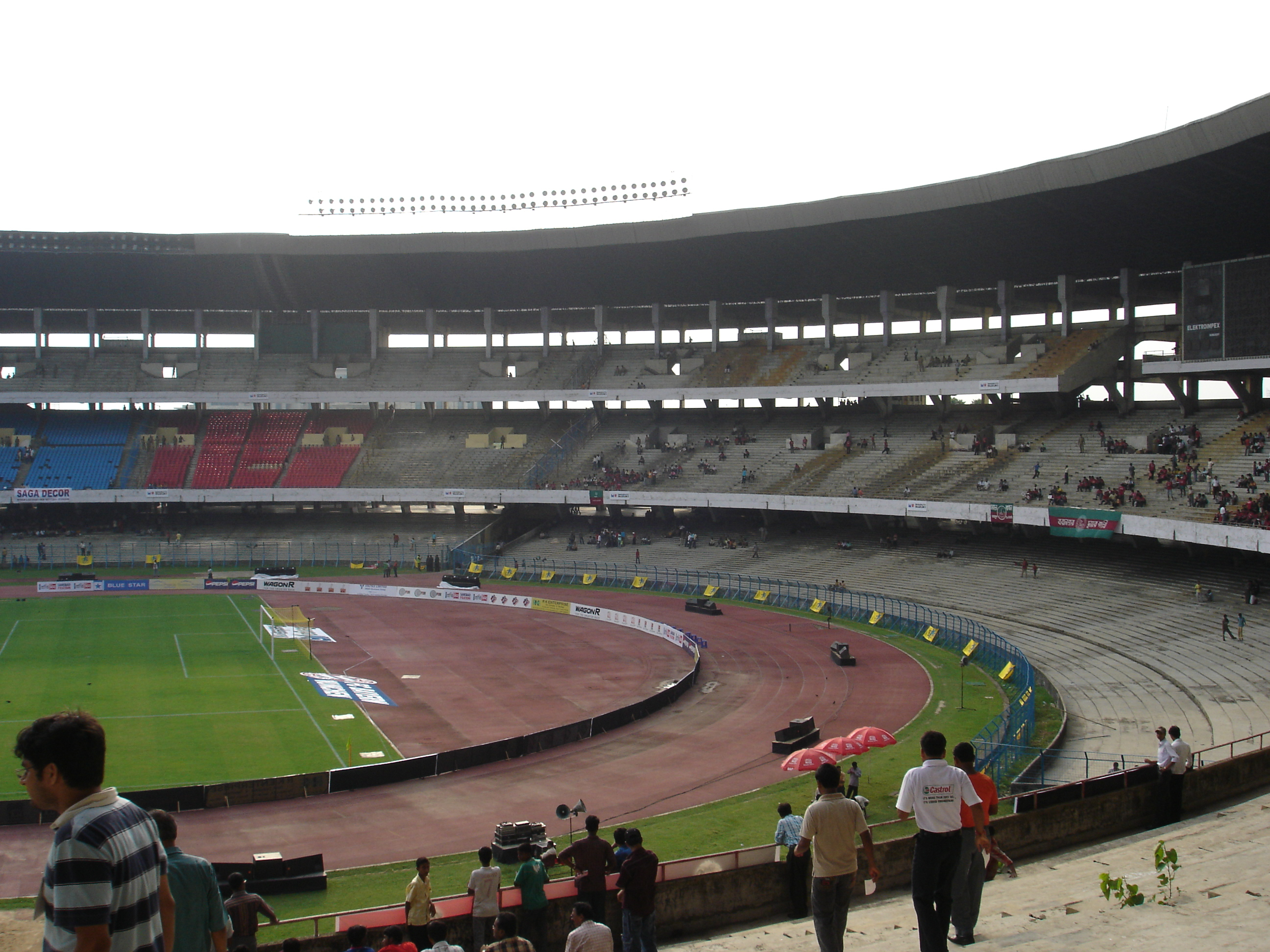
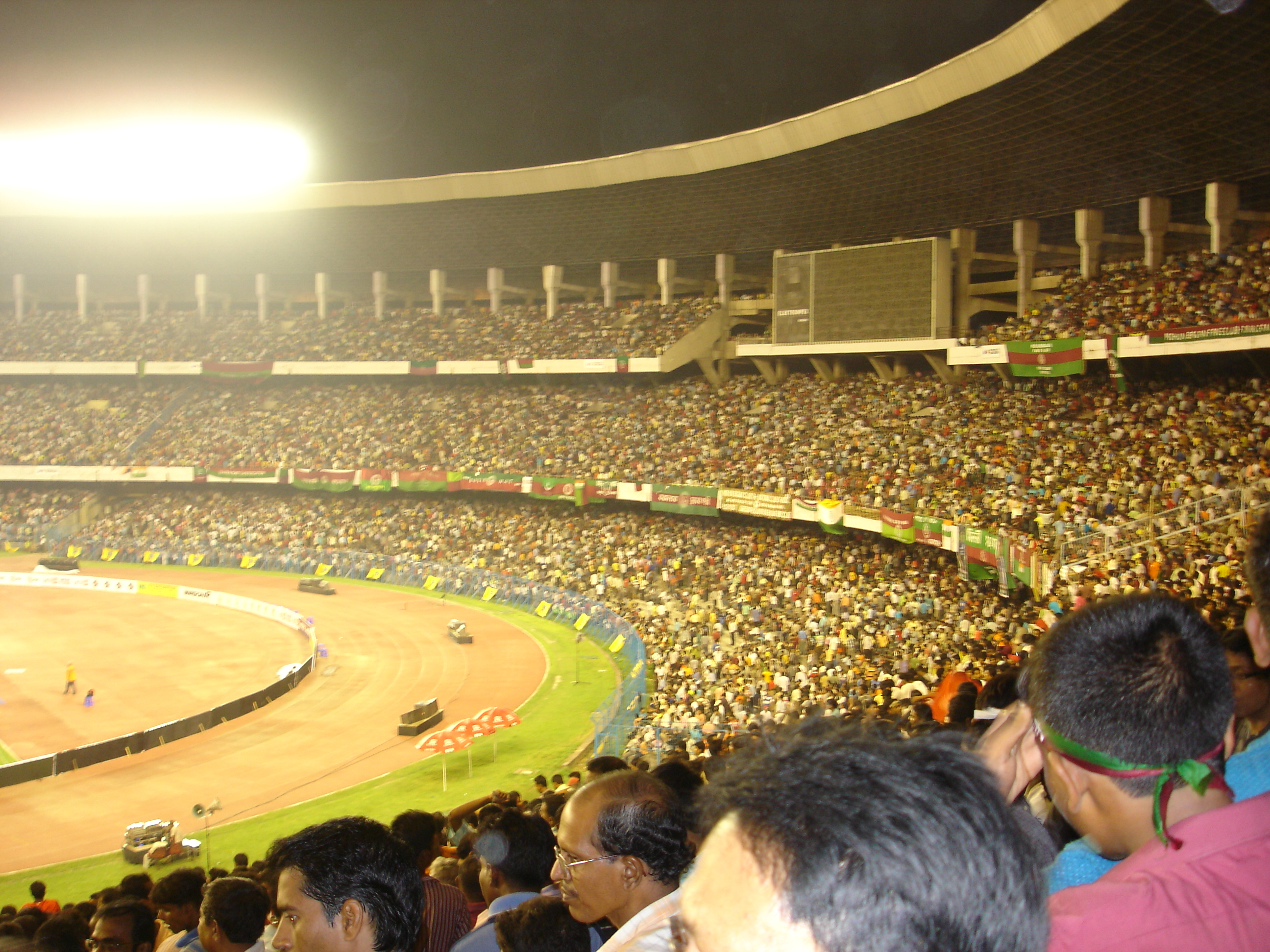
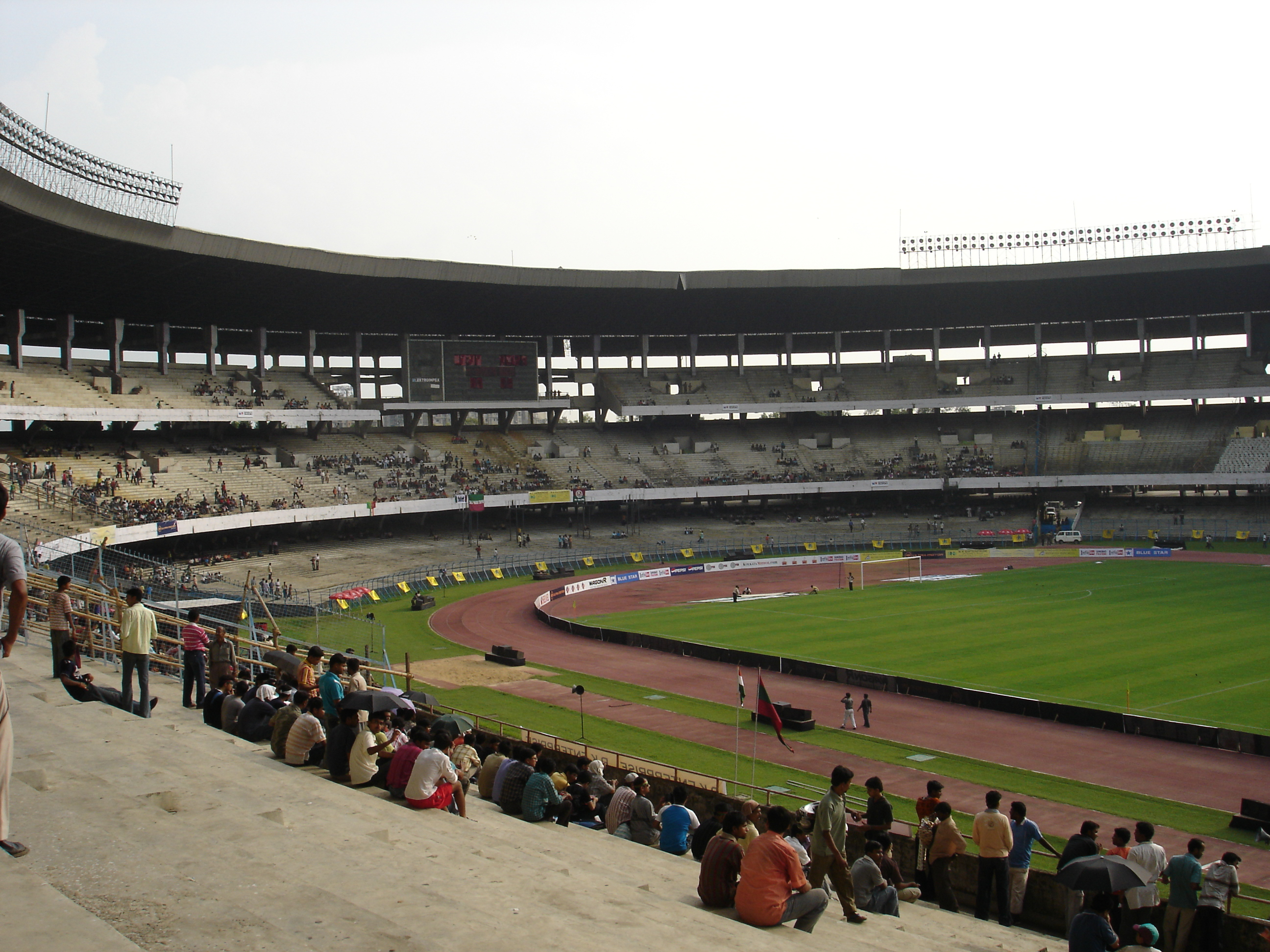
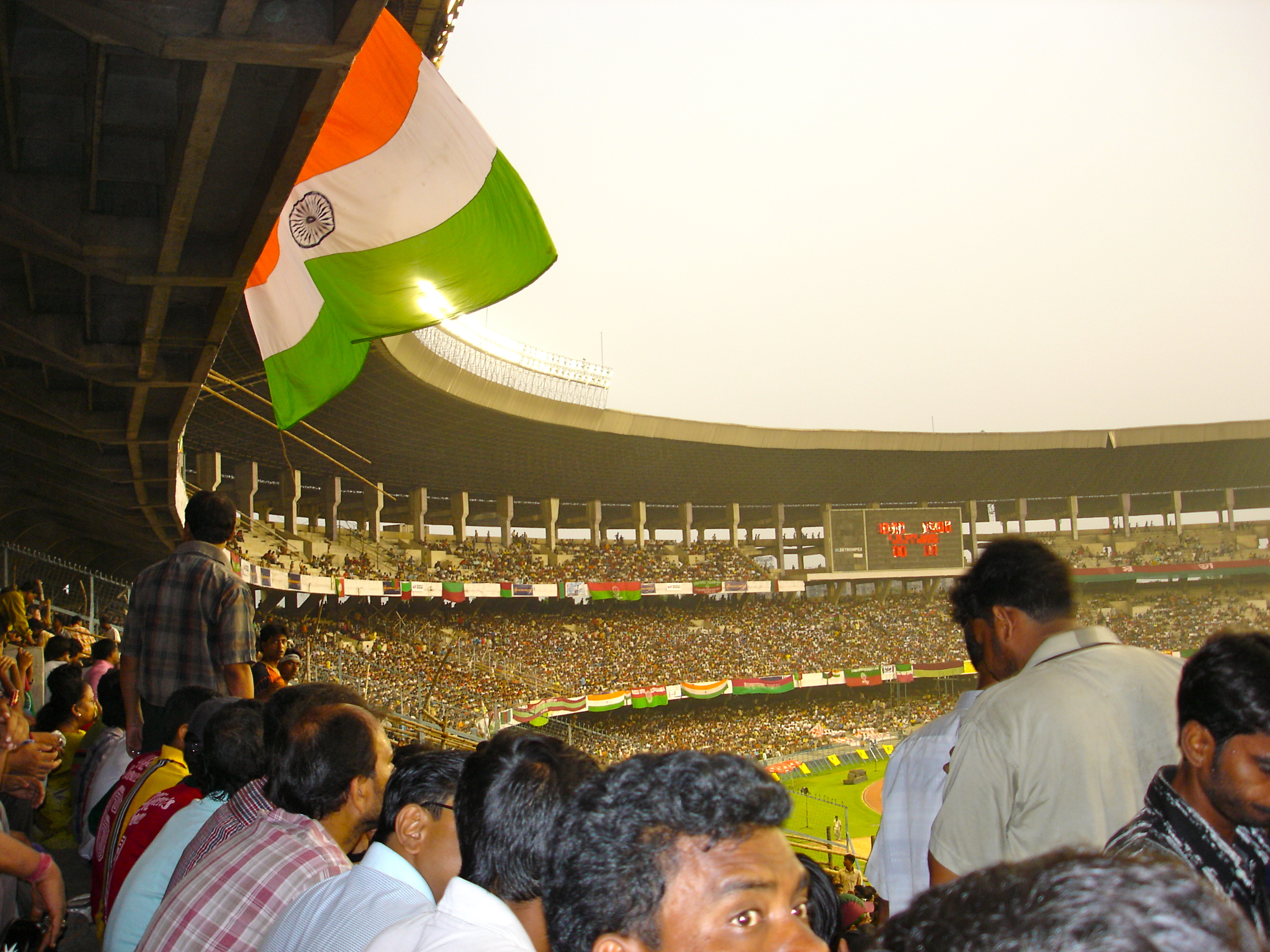
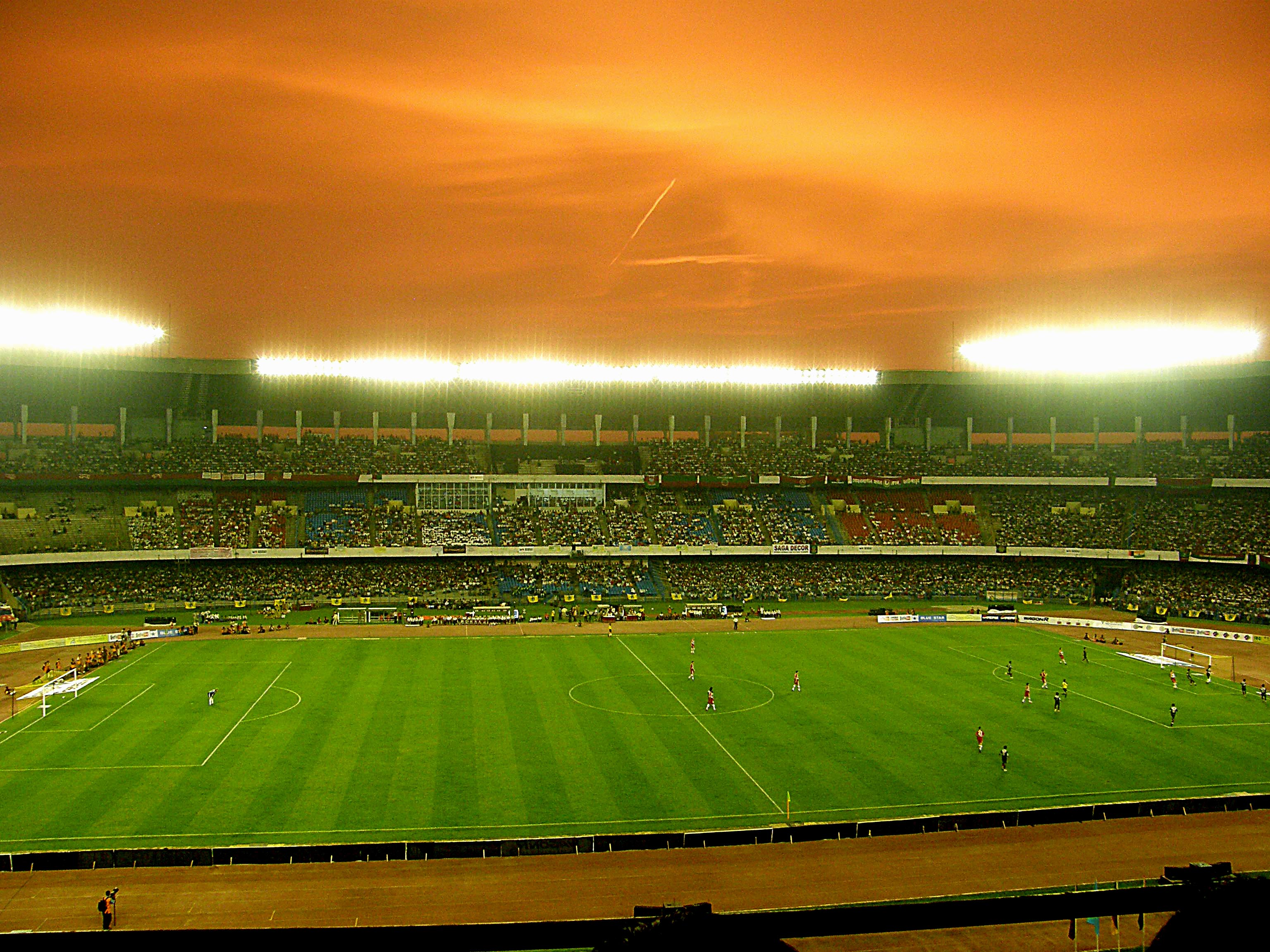